# Triassochorista kirgizica
Triassochorista kirgizica  (лат.) — ископаемый вид скорпионниц рода Triassochorista из семейства Parachoristidae (Triassochoristidae). Обнаружен в триасовых отложениях Кыргызстана (Ош, урочище Мадыген, карнийский ярус, около 230 млн лет). Длина переднего крыла 14,5 мм. 
Вид Triassochorista kirgizica был впервые описан по отпечаткам крыльев в 1997 году российским палеоэнтомологом Виктором Григорьевичем Новокшоновым (Палеонтологический институт РАН, Москва, Россия). Включён в состав рода Triassochorista  Willmann, 1989 (из подсемейства Neorthophlebiinae Handlirsch, 1920) вместе с видом Triassochorista nana. Сестринские таксоны скорпионниц: Neoparachorista, Ctenophlebia, Haplobittacus, Neorthophlebopsis, Parabittacus, Pleobittacus, Protobittacus. Видовое название T. kirgizica дано по имени типового местонахождения (Кыргызстан).